# St. Georg (Bad Staffelstein)

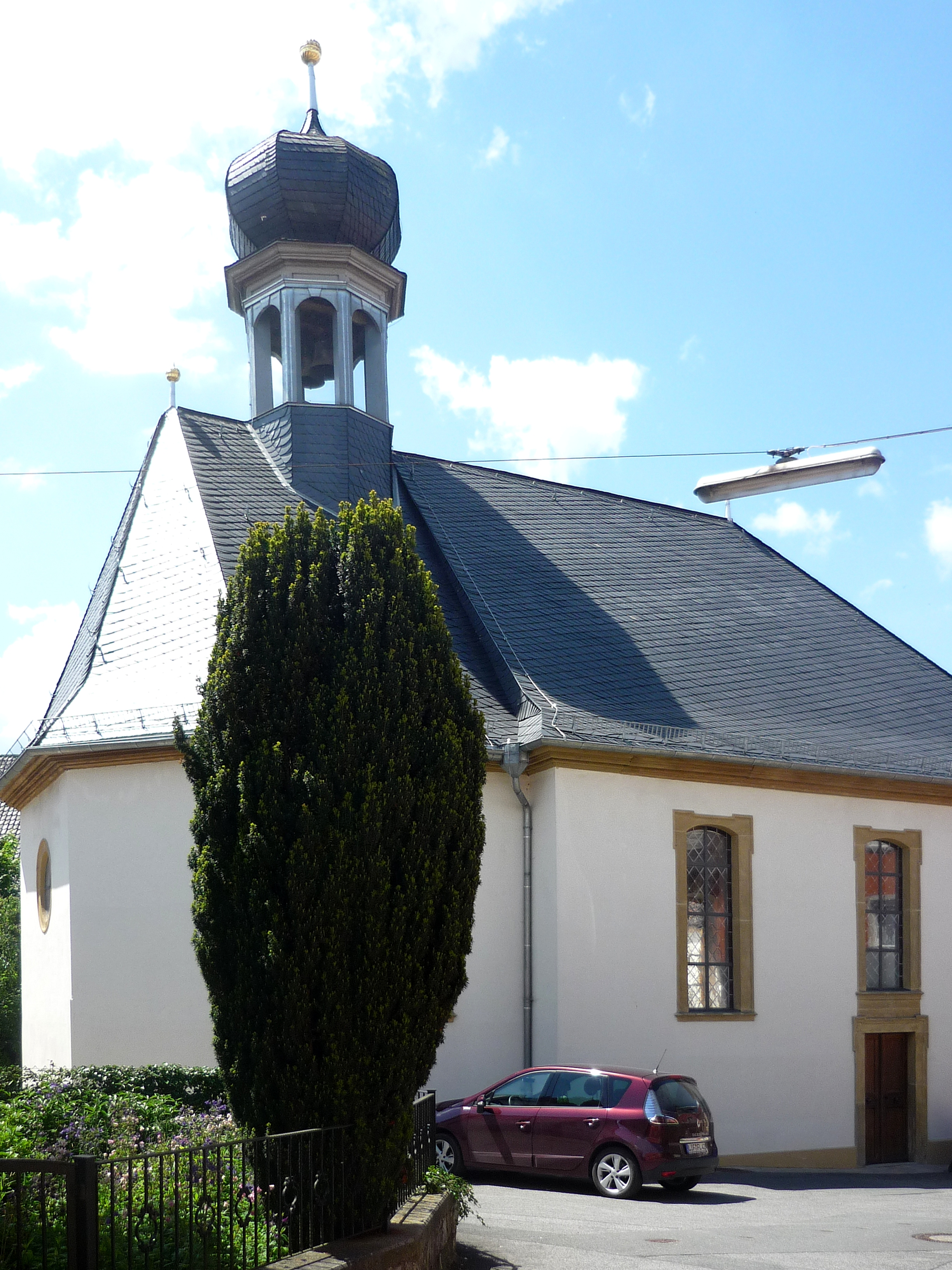
St. Georg (Bad Staffelstein)

Die römisch-katholische Kapelle St. Georg steht im Kastenhof in Bad Staffelstein, einer Stadt im Landkreis Lichtenfels (Oberfranken, Bayern). Das denkmalgeschützte Gotteshaus wurde 1728 errichtet.

## Beschreibung
Die Kapelle wurde erstmals 1413 erwähnt. 1473 und 1684 wurde sie zerstört und 1728 wieder aufgebaut. Sie besteht aus einem mit einem Walmdach bedeckten Langhaus und einem eingezogenen, dreiseitig geschlossenen Chor im Südosten, aus dessen Satteldach sich ein achteckiger, offener, mit einer Zwiebelhaube bedeckter Dachreiter mit der Kirchenglocke erhebt. 
Der Innenraum des Chors ist mit einer  stuckierten Flachdecke aus der Bauzeit überspannt, der Stuck wurde im 18. Jahrhundert mit Rocaille verziert. Das Altarretabel des Hochaltars stammt von Johann Joseph Scheubel dem Älteren.